# 龍が如く ONLINE
『龍が如く ONLINE』（りゅうがごとく オンライン）は、セガ（2020年3月まではセガゲームス）より配信されているスマートフォン（iOS / Android）およびPC（Microsoft Windows）向けオンラインゲーム。2018年11月21日サービス開始。基本プレイ無料（アイテム課金制）。通称『龍オン』。2021年よりマイネットゲームスとの共同運営となっている。

## 概要
『龍が如く6 命の詩。』において桐生一馬の物語に区切りがついたことで、新たに「新・龍が如くプロジェクト」と題して発表された新プロジェクトの第1弾。
桐生に代わる新たな主人公「春日一番」を中心とした物語となり、『6』から続くシリーズの正統続編となっている。
本作は2020年1月16日にPlayStation 4向けに発売された『龍が如く7 光と闇の行方』と並行したストーリーになっており、差異はあるものの春日が沢城の身代わりで警察に出頭し出所後に荒川に撃たれるという基本的な流れは同じでそこから大きく分岐していく（所謂パラレル）が、どちらか片方が正史というのではなく、どちらもその世界の正史という捉え方でいいという。
2019年3月31日には、『1』での桐生の戦いを追憶する「桐生一馬伝」が配信された。
また、2020年3月27日には第二部にあたるストーリーとして、『龍が如く2』の登場キャラクターである郷田龍司を主人公に据え、彼の物語を描いた「黄龍放浪記」が配信された。
本作の事前登録を記念して『6』までのナンバリング作品に登場した100名以上のキャラクターによる「龍が如くシリーズ キャラクター総選挙」と称した人気投票が実施され、1位：真島吾朗、2位：桐生一馬、3位：冴島大河、4位：秋山駿、5位：峯義孝、6位：郷田龍司、7位：錦山彰、8位：ユキ、9位：西谷誉、10位：堂島大吾といった順位結果となった。
各キャラのサブストーリーでは本編の前日談や後日談、キャラの掘り下げなどの行っており、本編の矛盾や疑問に対してのフォローとも言えるシナリオ提供している。一方で、極道組織の役職の矛盾や時系列の間違いなどもある。

## ストーリー

### 春日一番伝
眠らない街と称される東洋一の大歓楽街・神室町。
神室町は東城会が長きに渡り支配していたが、2018年、警察と近江連合の共謀によって「表」も「裏」も二つの組織に支配されてしまう。
徹底管理された神室町はかつての熱を失い絶望感に満ち溢れていたが、そんな中、かつての神室町を取り戻そうと一人の男が立ち上がる。男の名は「春日一番」。
一番は志を同じくする仲間達と力を合わせ、強大な勢力に立ち向かう。しかし、その先には予想だにしない陰謀が渦巻いていた。

### 黄龍放浪記
1999年、西日本最大の極道組織・近江連合に属する郷龍会では、近江連合五代目会長に就任した郷田仁に代わる後継者選びが行われていた。
仁の息子にして若くしてカリスマを持つ「郷田龍司」が最有力候補とされていたが、仁は突如として龍司に破門を通達する。
近江連合を追い出された龍司は、暴走族から奪ったバイクに乗り、あてのない旅に向かう。しかしこの旅で龍司は、己の運命と向き合う事になるのだった。

## 登場人物
本作で初登場したキャラクターを記載する。

### 主人公
春日 一番（かすが いちばん）
声 - 中谷一博
今作のメイン主人公。

郷田 龍司（ごうだ りゅうじ）
声 - 岩崎征実
第2部「黄龍放浪記」の主人公。

桐生 一馬（きりゅう かずま）
声 - 黒田崇矢
「桐生一馬伝」の主人公。

### 主要人物
北村 義一（きたむら ぎいち）
声 - 木内秀信
第1部に登場した警視庁捜査一課の刑事。42歳。堅物で、荒川組時代の春日を何度も捕まえており、彼とは腐れ縁の仲である。
瀬戸 真弓（せと まゆみ）
声 - 種﨑敦美
第1部に登場したチャンピオン街のスナック「泥棒猫」の看板娘。幼くして両親を亡くしたが、泥棒猫のママを務める祖母のミツコや店の常連に愛されて育ち、春日とも昔馴染みである。神室町浄化作戦の渦中で失った祖母の復讐のために、秋山と行動を共にする。
辻 隼人（つじ はやと）
声 - 立花慎之介
第1部に登場した神室町の半グレ集団を統べる謎の青年。
安村 光雄（やすむら みつお）
声 - 鶴岡聡
荒川組若衆。1979年生まれ。
春日の兄弟分で、無鉄砲な春日をフォローする。17年後、出所して金鳳会会長のヴィンセントを探す春日に居場所を教えた。その後、沢城の命で春日の命を狙うも返り討ちにされ、組を抜けようとして、春日もろとも沢城が仕掛けた爆弾で殺されかけた。それ以降は春日と行動を共にし、決戦前夜に訪れた行きつけのスナックで沢城と再会。沢城が明日襲撃することを知っていたことに驚くも、揉め事は起こらず、酌を交わして別れた。決戦当日、春日たちと共にミレニアムタワーに乗り込み、最上階で沢城と戦うが力尽きて倒れた。なお、春日から妻子持ちである事が告げられている。
ハン・ジュンギ
声 - 中村悠一
第2部に登場したジングォン派の構成員。本部から組織の中でも実力者でもある事がうかがえる。また、自分のことをあくまで「ハン・ジュンギ」と名乗り通しているため、本当の名前と姿は不明である。組織の再建を成すためにボスの実子である龍司に目をつけ、月見野で彼の前に現れた後は監視する形で同行する。しかし旅路の中で龍司の人柄を見るうちに次第に心境が変化。龍司の抹殺命令が下されると命令と龍司への恩義で揺れ動くようになり、最終的に郷田仁を助け、組織を裏切る。騒動終結後は「自分が知らなかった世界を見てみたい」と龍司に告げ別れた。
鷹山 渉（たかやま わたる）
第2部に登場した四代目近江連合直参郷龍会若頭補佐。本人は龍司会長の郷田仁が本家の跡目として注目される中、息子の龍司も郷龍会会長の跡を継ぐものだと思われたが、突然の破門および返り討ちにされたことで次期会長候補となる。本人は龍司を慕っており龍司が会長で自分はその下でも良い」と思っていたが、会長候補というチャンスが転がり込んできたことで龍司を排除しようと部下を引き連れて広島の尾道を完全封鎖するがまんまと逃げられてしまう。ジングォン派と手を組み、クーデターを起こし郷田仁龍司と対決するも敗北した。その後は郷田仁殺害未遂の罪状で近江連合を絶縁され、さらに龍司抹殺計画が失敗した事でジングォン派から粛清されるも幹部を道連れにして事切れた。

### 近江連合

#### 荒川組
元東城会系の組。東城会時は千両通り近くに事務所を構える三次団体で組も小規模だったが、狙った敵は地の果てまで追いかけていく超武闘派として「殺しの荒川組」の異名で恐れられていた。近江連合に寝返った際に近江連合の神室町進出に大きく貢献した功績により直系団体に取り立てられ、ミレニアムタワーの最上階に事務所を構えている。
荒川 真澄（あらかわ ますみ）
声 - 堀内賢雄
八代目近江連合若頭兼直参荒川組組長。春日の渡世親。1960年生まれ。
東城会の内部情報を警視庁へリークしたことで、結果的に神室町からの東城会の排除と、近江連合の神室町進出に大きく貢献。その功績が認められ、現在では近江連合内でも実質的なナンバー2である、若頭代行を任されている。
冷徹な雰囲気を漂わせる一方で仁義に厚い一面も持ち、若い頃の春日がトラブルに巻き込まれた際、無関係であったにもかかわらず、指を詰めてまで春日を救いだし、春日を極道の世界に導いた張本人である。しかし、若頭の沢城が蓮岡組の若頭を殺害してしまい、春日に身代わりを依頼。破門にすることで抗争を回避した。その後、警察と近江連合が結託して行われた「神室町浄化作戦」で内通、東城会が実質的に壊滅したことで最大の功労者となり、近江連合本家若頭に出世、事務所もミレニアムタワーに移して神室町を支配した。春日とは17年後に再会したが、近江連合に仇なす者として銃口を向けた。決戦当日は不在で、全てが終わった後、春日に「蒼天堀へ来い」と告げた。
第二部の「黄龍放浪記」でも登場し、郷田が近江連合を破門された事を知った二代目会長代行の二井原が郷田を危険人物として抹殺するよう直接荒川に指示するところから、一目置かれている事が窺える。出所したばかりの元堂島組若頭補佐の久瀬が同行する形で春日を九州へ派遣した騒動終結後は、春日が龍司を殺さなかった理由を聞いた後は彼を「殺しの荒川組」として認める。
沢城 丈（さわしろ じょう）
声 - 高橋広樹
荒川組若頭兼沢城組組長。1974年生まれ。
東城会にいる頃から荒川の右腕として動き、冷酷非情かつ怜悧な頭脳を持ち「殺しの荒川組」を体現したとまで言われる。背中の刺青は白い竜魚。甘い考えで仕事をする春日を嫌っていた。後に蓮岡組の若頭を殺害、上部団体であったため、荒川の一存で春日が身代わりとなり、事なきを得た。「神室町浄化作戦」では荒川と共に近江連合へ寝返り、組を任される。その後は近江四天王の一人になり、17年後、出所した春日とミレニアムタワー前で再会、余裕で力を見せつけた。その後も組抜けを図ろうとした若衆の安村を春日ごと殺そうとした。決戦当日、神室町にいる近江連合の組員をミレニアムタワーに集結させて春日たちを迎え討ち、四天王やヘリまで用意する周到さを見せる。最上階にある組事務所で荒川の不在を伝えると共に1人で春日の仲間たちを退け、尚も立ち向かってくる春日の強さに敬意を表して屋上で戦い激闘の末に敗れる。その後その場から行方をくらます。

##### 金鳳会
第1部に登場した組。近江連合の組織ではあるが、会長のヴィンセント含め構成員の半数が外国人で構成されている。大阪で稼いだ資金を元手に中道通り一帯の土地、建物をダミー企業や企業舎弟を何重も介する形で掌握し、そこへ外国人観光客を相手取ったテナントを集中させる事で莫大な収益を得るという（北村曰く）「デベロッパー」のようなやり方で、神室町を支配する近江連合の資金源を担っている。ヴィンセントの敗北に伴い、組織も壊滅した。壊滅後も残党たちは闘技場で試合をさせられている。
ヴィンセント・ロウ
声 - さかき孝輔
荒川組若頭補佐兼金鳳会会長で、近江四天王の一人。中道通りを縄張りとし、「財政」を担当する。また、春日が出所する一年前に、地上げの末に真弓の祖母を射殺した張本人でもある。荒川組の幹部に名を連ねるだけあって、多くの人間を手にかけてきた武闘派である。その反面、非常に用心深い上に狡猾な一面も強く、部下にすら滅多に姿を見せず、若頭に指示をして、自らは観光客に紛れて現場を監視していた。真弓の証言から自身の正体がバレ、敵討ちに挑んできた彼女を返り討ちにする形で捕らえる。だが、安村からの情報提供を得た春日らが港に停泊させていた船に乗り込み、戦闘の末敗北を喫し、最後は春日に何度も殴られ、半殺しにされた。その後、全てを失ったヴィンセントは格下げされ、決戦当日もミレニアムタワーで末端組員たちと春日を迎え討つが敗れ、最後は真弓にトドメの一撃を食らって倒れた。
彼のキャラクターストーリーでは金鳳会の会長にのし上がったバックストーリーが描かれており、先代の会長に大金を積んで加わった後、若頭をはじめとする幹部達を次々と唆して、同士討ちにする形で始末していき、最終的に会長の座を手に入れた幹部の赤松を、予め買収していた警察に逮捕させる事で、金鳳会を完全に自分のものとした。

##### 加賀美組
第1部に登場した武闘派の組。「神室町浄化作戦」で近江連合の支配下となった地下歓楽街「賽の河原」を管理し、その富を吸い上げている。
加賀美 陽介（かがみ ようすけ）
声 - 金光宣明
荒川組若頭補佐兼加賀美組組長で、近江四天王の一人。「賽の河原」を拠点とし、「暴力」を担当する。堂々たる体格と強面の持ち主であり、腹部にはネコ科猛獣の爪で引き裂かれたかのような傷がある。容姿に違わぬ豪傑で、賽の河原の闘技場を自分専用のトレーニングジムのように扱い、日々猛者の集団を同時に相手取って己を鍛えつつ絶対王者として君臨している。また、極道になった理由を「命懸けの毎日が送れるからで、金儲けや支配などには興味がない」と嘯く生粋の戦闘狂であり、春日からは「ケンカ馬鹿」と揶揄されながらも、一方で「（荒川の）親っさんに似ている」と評される。2年前（サブストーリー）、神室町が近江連合に支配されたばかりの頃、多数の暴力沙汰を起こして本家出禁の処分を受けていたにもかかわらず、居合わせた幹部たちを一蹴し、奥にいた荒川に挑むが瞬殺された。その後、荒川の強さに惚れ、荒川に付いていくことになる。春日たちとの初対面時には部下も率いることなく単身敵陣に堂々と乗り込み、春日、北村、安村、秋山の4人を同時に相手にして打ち負かした。その後、古牧・西郷の修業を経て統率力を高めた春日たちに闘技場にて再戦を挑まれ、本気で戦えることに歓喜しながら激闘の末に敗れた。決戦当日、ミレニアムタワーで待っている最中に組員の態度に腹を立て、30人近くいた組員たちを余裕で倒した上で、春日たちを迎え討つが敗れた。

### 東城会
東出 塔子（ひがしで とうこ）
声 - 森なな子
『ONLINE』に登場した東城会直系東出組組長代理。組長であった夫の銀二が神室町浄化作戦の最中に近江連合に殺害され、その復讐に燃え、春日を味方に引き込もうとする。その後、春日の情報を基に仇敵である近江連合の組員を見つけて春日と共に撃退するも、殺してしまえば結局怨恨に繋がると判断。そのまま、見逃した。それを見た組員からも賛同を受けて二代目組長を襲名し、神室町を取り戻すための一歩を踏み出した。未亡人だが、夫の死後も操を立て続けている。
阿部 雅也（あべ まさや）
声 - 藤沼建人
ホームレス。公園で近江連合の組員にリンチされているところを春日に助けてもらう。その後、近江連合の集団に追われる春日を匿った。実は元東城会系の組員の一人で、神室町浄化作戦の中で組長や若頭、組の仲間をすべて亡くしたことを春日に話すと、何故神室町から出ないのか、東城会に未練があるのではないのかと言われて奮起。街中で近江連合に囲まれている春日を助太刀し、元の神室町を取り戻したいことを伝え、仲間になる。
松澤 恭平（まつざわ きょうへい）
声 - 高橋英則
東城会系の組に属していた国立大学卒のヤクザ。

### 黒海組
東北の極道組織。東城会と近江連合との抗争を利用して、組の名を上げるために神室町へ来訪した。
花形 厳太（はながた げんた）
声 - 武虎
黒海組組長。いきつけの屋台のケツモチをしていたが、亭主は度々近江連合の嫌がらせを受けるもミカジメを拒否し、厳太も春日と共に何度も撃退した。業を煮やした近江連合は亭主を拉致して腕を折る暴挙に出たことを聞いた厳太と春日は激怒し、直接事務所に乗り込んで叩き潰した。今後一切関わらないことを誓わせたことを伝え、腕を折られた亭主の腕が治るまで代わりに屋台を受け継ぐことを申し出た。
花形 ミドリ（はながた ミドリ）
声 - 飯沼南実
厳太の娘。

### 神室町の住人達
武井 真琴（たけい まこと）
声 - 衣川里佳
警備会社「神室警備保証」の女性社長。
ユリ
声 - 今村彩夏
神室町でホームレスとして生きる女性。
大岩 謙助（おおいわ けんすけ）
声 - 綿貫竜之介
近江連合が狙うビルのオーナー。
白鳥 ハヤト（しらとり ハヤト）
声 - 大泊貴揮
神室町でピザ屋を営む青年。
DJミソラ
声 - 今村彩夏
神室町のクラブでDJを務めている女性。
和泉 千鶴（いずみ ちづる）
声 - 長嶋はるか
神室町近くにある草上神社の巫女。神室町で、誰彼構わずお祓いをしている千鶴を見掛けた春日は、神社の賽銭箱に1000万納められて、その御礼にお祓いをしているのだと聞く。その後、1人の組員が組長から預かった金を失ったと千鶴のお祓いを受けるが、この組員が1000万円を失った持ち主だと判明。千鶴は1000万円を返そうとするが、実はギャンブルに使うために金を奪う計画があったことがわかり、道から外れた行為をした組員に怒った春日によって撃退。その直後に現れた組の関係者によって、1000万円はそのまま神社に奉納された。
守屋 深雪（もりや みゆき）
声 - 鈴木美咲
神室町のコンビニでバイトをしている女性。
鳴海 優（なるみ ゆう）
声 - たみやすともえ
神室町の秘密カジノでディーラーをしている女性。
朝倉 里美（あさくら さとみ）
声 - 五十嵐裕美
神室町でストリートミュージシャンをしている女子大学生。
植井 圭（うえい けい）
声 - 岡井カツノリ
神室町のクラブの店長で、自称「ミュージックガーディアン」。
雅（みやび）
声 - 高野麻里佳
占い師の少女。
清田 史郎（きよた しろう）
声 - 笠間淳
神室町のエアガンショップの店長。
伊咲 優子（いさき ゆうこ）
声 - 三木美
神室町で花屋を営む女性。
渋木 リエ（しぶき リエ）
声 - 熊谷海麗
SMクラブの要素を含んだキャバクラのNo.1キャバ嬢。
MASAMUNE（マサムネ）
声 - 石井孝英
ホストクラブ「美男」のオーナーを務めるホスト。
黒木 清也（くろき せいや）
声 - 江川大輔
弁護士。「法の下では誰でも平等」という理念を掲げており、仕事の相手は誰であろうとも選ばない。

#### キャバ嬢
明日香（あすか）
声 - 関根明良
キャバクラ「スピカ」に務めるキャバ嬢。
摩耶（まや）
声 - こうち澪
スピカに務めるキャバ嬢。親しくなった人物には関西弁を使う。
ソフィア
声 - 衣川里佳
スピカに務めるキャバ嬢。ロシア出身で、クールな印象を持たれているが、オタク文化に興味を持つ。
ゆい
声 - 田丸真由美
スピカに務めるキャバ嬢。
ヒカル
声 - 鈴木美咲
スピカに務めるキャバ嬢。

### その他の登場人物
三國 司（みくに つかさ）
声 - 遠藤守哉
第1部に登場した警視庁捜査一課の刑事で、北村の上司。神室町を支配する近江連合にも靡かないと噂される程の実直な性格で、北村曰く数少ない警察官だと言われる。近江連合と結託した事で腐敗していく警察の実態を嘆いていると思われていたが、実は八代目近江連合若頭補佐で、近江四天王の一人である。5年前に内縁の妻を殺害され、北村と捜査に当たったが難航し、まだ犯人は捕まっておらず、神室町のの体質が原因だと思い込み、次第に神室町の存在を憎むようになってきた時、上司から「神室町浄化作戦」の話を聞き、近江の監視役として派遣された。その上で、警察上層部を脅かすXの存在を明らかにするべく、春日たちに近づき、行動を共にする。しかし、春日たちが窮地に陥ってもなかなか姿を現さないXや同じ返答を繰り返す北村に業を煮やし、警官を呼び寄せた上で正体を現した。北村、次いで春日に発砲（使用した弾丸は模擬弾で殺傷能力はなかった）したことで、三國の携帯にXから連絡があったが、正体を明かすことは拒否され、立ち上がった春日によって倒される。その後、警察署に戻った三國の尽力で春日たちの指名手配が取り消され、神室町を跋扈していた近江連合の組員も姿を消すことになる。決戦当日、ミレニアムタワーに乗り込み、22階で苦戦する春日たちを神室町の住民たちを率いて駆け付けて救出した。
阿久津 涼（あくつ すず）
声 - ブリドカットセーラ恵美
大手新聞社「岩田書房」の記者。
火野 正太郎（ひの しょうたろう）
声 - 間宮康弘
ヤンキーを名乗る高校生。悪ぶっているが、内面は正義感が強く仲間想い。喧嘩の腕っ節も相当で、地元の茨城では敵知らずと言われている。親友で兄弟のように仲が良かったミツルが神室町で殺されたと聞いて、その仇を討つべく、片っ端から喧嘩を吹っ掛けていく。春日も狙われるが撃退し、火野の無鉄砲ぶりに危険性を感じた春日はリンチ寸前の火野を救出。一人で何人もの近江連合の組員を倒していく春日に男気と強さに惚れて舎弟にしてもらえるよう頼み込む。一度は断る春日だったが、最終的に勝手にしろと言わんばかりに、これを承諾した。
カムロップ
声 - たみやすともえ
神室町のご当地キャラの着ぐるみを着た女性。悲鳴を聞いた春日が路地裏で近江連合の組員を鉄パイプで半殺しにしているところに遭遇。春日も襲われるが撃退する。その後も白昼堂々組員に襲いかかり、逆に多人数で反撃を受けて窮地に陥ったところを目撃した春日によって命を救われる。実は女性の父親が近江連合の直参組長で、神室町でのやり方に反感を持ち、元の状態を取り戻すために立ち上がったが、親に迷惑をかけるのが嫌で着ぐるみを着ているのだと語る。春日に仲間になるよう説得され、快く承諾した。
山田 照（やまだ てる）
声 - 田丸真由美
都内の高校に通う女子高生。代々受け継いだ道場を取り戻そうとしている。
熊切 愛（くまきり あい）
声 - 大谷理美
都内の高校に通う女子高生。
高畑 忍（たかはた しのぶ）
声 - 五十嵐裕美
神室町を拠点とする流しのタクシードライバー。
桜庭 拓海（さくらば たくみ）
声 - 岩中睦樹
高校教師。神室町を夜回りしている時にチンピラに絡まれる教え子を見つけて救出する。その際、チンピラの兄貴分である篠田は桜庭を見て逃げ出し、桜庭も追いかけるが見失う。実は篠田も桜庭の教え子で去年卒業したのだと言う。噂では近江連合の幹部に取り入って盃をもらう話になっていたが、後輩が組長の弟の店を荒らしたことを庇って代わりに半殺しにされているところを助けに来た桜庭と春日によって救出される。しかし、自分を庇って負傷した桜庭を見た篠田は改心し、夜回りを手伝うことを桜庭と約束した。
小清水 康輔（こしみず こうすけ）
声 - 岩中睦樹
小清水流居合道の使い手。祖父の指示で神室町へ武者修行に来たが、真面目な性格で端正な顔立ちのため、多数の女性に声を掛けられるが、本人は興味がない様子。若い女性に声を掛けた客引きを止めてマナー違反を咎める。さらに、女子高生に絡んできたチンピラと揉めているところを見掛けた春日が助太刀する。その後もマナー違反を指摘しては絡まれて、春日が助けているが、祖父が何故神室町に行けと言ったのがわからないと聞いた春日はキャバクラに康輔を連れて行くが逃げ出し、外に出たところで仕返しに来たチンピラを春日と共に返り討ちにする。治安の悪さや卑猥な店を出す神室町の体質がおかしいと言う康輔だったが、最初に会った客引きが、実はホストクラブの店長で、初めて神室町に来た人を見掛けては道案内をしていることやボランティアでゴミ拾いをしていることを知り、春日から住民たちが少しでも神室町を変えようとしていることを聞かされ、祖父の考えを理解しようとボランティア活動に協力することを申し出る。
八乙女 静香（やおとめ しずか）
声 - 関根明良
学業の傍ら、女優業も営む女子高生。
森 フミト（もり フミト）
声 - 菊池勇成
とある養護施設で育った少年。
森 ちより（もり ちより）
声 - 甲賀美月
フミトの義妹。
三田 聖（みた ひじり）
声 - 北島善紀
サンタを自称する男性。
灰谷 学（はいたに まなぶ）
声 - 徳本恭敏
腹話術師。
犬井 勝平（いぬい かっぺい）
声 - 野津山幸宏
忍者を名乗る青年。
S / 司馬 冬弥（しば とうや）
声 - 笠間淳
警察関係者から「S」と呼ばれている爆弾魔。近江連合からも狙われているため、あるビルの屋上を拠点としており、爆弾を芸術と表現する。早くに父親から勘当されていたが、花火職人としての知識や技術は叩き込まれていた。最近になって父親の知人と名乗る男性から連絡を受け、父親が死んだことを知る。さらに、父親が神室花火大会の花火玉の制作を手掛けていたことを知り、代わりに作って欲しいと頼まれたことを春日に打ち明ける。口では断ったと語っていたが、本心は違うところにあった。花火大会当日、完成した花火玉を持って会場に向かっていたところを近江連合の連中に見つかってしまうが、駆けつけた春日によって事なきを得る。その後、花火は無事に打ち上げられた。
カルロス・ジェネ
声 - 中村和正
雀士。
マリア・ヤマモト
声 - ブリドカットセーラ恵美
元軍人の女性。
ヒミコ
声 - 長嶋はるか
女性マジシャン。
近藤 創（こんどう はじめ）
声 - 辻井健吾
近江連合の末端組織に所属する元プロボクサー。花屋を経営している優子に恋をしてしまい、カタギになろうと決断。春日にも相談し、ヘマをやらかして破門にしてもらおうと色々と試行錯誤してみるが、悉く裏目に出てしまい、組内で出世。最後は組長の娘と結婚の話を持ち掛けられるが優子への思いが強く断ると襲撃を受ける。しかし、駆けつけた春日と共に返り討ちにしてカタギへの道を歩みだした。
鷲崎 鋭司（わしざき えいじ）
声 - 亀山雄慈
殺し屋家業をしている元プロボクサー。8年前、4階級制覇を目標としていたが、防衛戦を目前に控え、対戦相手のスポンサーから3億円と引き換えに八百長を持ち掛けられるが、拒否する。直後に襲撃されるも返り討ちにした。翌日の朝、ジムに来ると昨日の仕返しと言わんばかりに荒らされており、以降も嫌がらせは続いた。防衛戦当日、会長が差し出した水を口にした途端、体調を崩し、会長に問いただすと孫の健太が拉致されて脅されていた事を知る。さらに、襲撃も受けるが返り討ちにして健太を奪い返す。試合もままならない状態だったが、強行出場して防衛戦は失敗。その後も執拗に追われ続け、亡くなった会長の墓参りをした当日、健太が3階級制覇を成し遂げたことを知って涙した。
望月 芳一（もちづき よしかず）
声 - 志賀麻登佳
無職の男性。35歳。
.Notes（ノーツ）
声 - 高野麻里佳
ハッカーの少女。
カムロボ
天田洋二という16歳の天才少年によって開発されたカムロップを模したロボット。
梟（ふくろう）
声 - 喜多田悠
『ONLINE』に登場した殺し屋。元は開発時の没キャラクターだった。

## 劇中の主な用語
神室町新生計画
警察が進めた「神室町の浄化」を謳った計画。東城会の息がかかった店を全て摘発する事で資金源を潰して弱体化したところを東城会本部に乗り込み、大吾を逮捕した事で壊滅に追いやった。この作戦は近江連合との共謀によるものであり、その真の目的は神室町を牛耳る事であった。
ジングォン派
『2』に登場した韓国マフィア。今作(第2部のメインストーリー)では、組織のボスの息子である龍司が組織再興のカギとなるとして彼に目をつける。